# Canal Habana
Canal Habana es un canal público de televisión cubano fundado en 2006 en los estudios de Mazón y San Miguel, donde saliera por primera vez al aire la televisión en Cuba, a partir del antiguo canal CHTV que se trasmitía en la Ciudad de La Habana. El canal se transmite por aire con alcance en toda La Habana ocupando la naciente banda UHF en el espectro de la capital de Cuba (Canal 27).
Con la incorporación de la televisión digital terrestre llega a todo el país ocupando niveles de audiencia superior a los conseguidos por canales nacionales.

## Historia
El 7 de mayo de 1990 iniciaron las transmisiones del canal CHTV, Telecentro que se trasmitía en la Ciudad de La Habana y la antigua provincia Habana y que radicaba en el piso 18 del Hotel Habana Libre. El canal se mantuvo al aire durante más de 15 años entre las 4:30 p.m. y las 6:00 p.m. CHTV comenzó con el objetivo de documentar el acontecer de la vida de los habaneros durante el Período especial. Comenzó como un proyecto con jóvenes universitarios de cuarto año de la licenciatura de Periodismo de la Universidad de La Habana, junto a sólo tres periodistas profesionales y un conjunto de ingenieros, realizadores y técnicos de diversas áreas del ICRT. En un segundo momento se trasladó a los estudios de P y 23 donde consolidó la labor profesional con un periodismo investigativo y de interpretación. El 28 de enero de 2006, el canal cambió de nombre a Canal Habana.

## Programación
Canal Habana tiene una programación generalista la cual la integran tanto programas nacionales como internacionales. El canal se transmite toda la semana, de lunes a viernes de 4:00 p.m. a 12:00 a. m., y los fines de semana de 2:00 p.m. a 11:00 p.m. En televisión digital terrestre, Canal Habana comparte frecuencia con el canal Mi TV que transmite desde las 9:00 a. m. programación infantil.
Canal Habana emite más 30 programas a la semana. Cuenta con un menor número de programas extranjeros respecto a los de producción nacional, y estos últimos, en su mayoría, son producciones originales del canal. Entre su programación, se encuentran programas informativos como Habana noticiario, el Noticiero nacional de televisión y la revista informativa-cultural Hola Habana, la cual trata diversos temas del escenario nacional cómo secciones de Sexología, Consulta Jurídica, Papelitos hablan, Agrometeorología, Los clasificados, Para la familia, Las terrazas para la promoción de la vida cultural en la ciudad, Palco Indiscreto y deportes, además de Plataforma Habana sobre el mundo de las tecnologías y el desarrollo.
Entre los programas musicales están Entre Manos (dedicado a la trova), Música Sí, Latinos (dedicado a la música latina), Ritmo Clip, Música del Mundo, Fuera de Rosca (dedicado a la música cubana) y los más recientes Todo Pop y Banda Sonora Juvenil. El canal contiene programas infantiles como Tiene que ver y Cuentas verde limón. También se incluyen programas dedicados al cine, entre los que se encuentran Cine +, X Distante, Cosas del Cine y Cinema Habana y educativos e instructivos como Saludarte y Como me lo contaron ahí va. Además, el canal emite programas humorístico y deportivos; en estos últimos destacan Canal Habana Deportes y La jugada perfecta. La programación extranjera está basada fundamentalmente en series y telenovelas.En la Programación Variada educativa cuenta con un programa de perfil Patrimonio Tangible e Intangible que incluye todas las clasificaciones del Patrimonio "Gen Habanero".
Dentro de las Telenovelas más destacadas emitidas por el canal están:
- Sinú, río de pasiones (desde el 19 de junio de 2017)
- La esclava Isaura (2004)
- Hermanitas Calle
- Por amor (telenovela de 1997)
- Doña Bárbara (telenovela colombiana)
- La esclava blanca
- Niche (Bajo el nombre "Lo que diga el corazón niche")

Y entre las series se encuentran:
- Teen Wolf (serie de televisión de 2011)
- Legend of the Seeker (La Leyenda del Buscador)
- Once Upon a Time (serie de televisión)
- Lethal Weapon

## Premios y reconocimientos
- Festival Nacional de Telecentros 2007

| Programa                               | Especialidad       | Premio      |
| -------------------------------------- | ------------------ | ----------- |
| Triángulo de la confianza              | Orientación social | 1.er. lugar |
| Intimidad                              | Entrevista         | 1.er. lugar |
| La jugada perfecta                     | Promoción          | 1.er. lugar |
| Escenografía Triángulo de la confianza | Escenografía       | 1.er. lugar |
| Tiene que ver                          | Infantil           | 2.º lugar   |
| Libre Acceso                           | Opinión            | 2.º lugar   |
| Habaneando                             | Musical            | 3.er. lugar |
| Así lo vio Bohemia                     | Histórico          | 3.er. lugar |
| Dónde va La Habana                     | Promocional        | 3.er. lugar |
| Crónica sobre infartos                 | Crónica            | 3.er. lugar |
| Recorrido de Lage                      | Información        | 3.er. lugar |

- Festival Nacional de Telecentros 2008

| Programa                           | Especialidad             | Premio      |
| ---------------------------------- | ------------------------ | ----------- |
| Donde va La Habana                 | Informativo Cultural     | 1.er. lugar |
| Secuencia                          | Cinematográfico          | 1.er. lugar |
| Como me lo contaron ahí va         | Presentación y despedida | 1.er. lugar |
| Jugada Perfecta del verano karting | Deportivos               | 2.º lugar   |
| Hola Habana                        | Revista Cultural         | 3.er. lugar |
| Triángulo de la confianza          | Orientación Social       | 3.er. lugar |

- Festival Nacional de Telecentros 2009

| Programa                  | Especialidad             | Premio      |
| ------------------------- | ------------------------ | ----------- |
| Secuencia                 | Cinematográfico          | 1.er. lugar |
| Como me lo contaron…      | Histórico                | 1.er. lugar |
| Intimidad                 | Entrevista               | 1.er. lugar |
| Ritmo Clip                | Presentación y despedida | 1.er. lugar |
| Libre acceso              | Informativo y de opinión | 1.er. lugar |
| Triángulo de la confianza | Orientación social       | 1.er. lugar |
| Donde va La Habana        | Informativo Cultural     | 1.er. lugar |
| La jugada perfecta        | Deportivo                | 2.º lugar   |
| Dulce locura              | Musical                  | 2.º lugar   |
| Revista Hola Habana       | Revista Informativa      | 3.er. lugar |
| Habana Noticiario         | Informativo Noticioso    | 3.er. lugar |
| Spot Tercer Aniversario   | Promoción                | 3.er. lugar |
| Spot Al límite            | Mensaje                  | 3.er. lugar |
| Hasta la juventud siempre | Documental               | 3 er. lugar |